# Рудник Марта
Рудник Марта – гірничодобувне підприємство на Північному острові Нової Зеландії.

## Історичні копальні
Пристуність золота в районі Марта-Хілл вперше виявили у 1878 році, проте досліди зразків не задовольнили золотошукача. Наступного року інший золотошукач отримав права на цю ділянку, потім долучив до неї ще кілька гірничих ліцензій та в підсумку організував Martha Company, що узялась за розробку не пізніше 1882-го, коли ввели в дію першу амальгамаційну фабрику.
В 1890-му Martha Company (і кілька інших гірничих ліцензій) були викуплені Waihi Gold Mining Company of London, що здійснила великі інвестиції у рудник та організувала використання тільки-но розробленої технології ціанування, що дозволило суттєво підвищити рівень вилучення золота. Розробка велась підземним способом і в підсумку спорудили сім шахтних стовбурів, найглибший з яких спускався під землю на шість сотень метрів, а загальна довжина шахтних виробіток на 15 рівнях становила 175 кілометрів. Руду вивозили по залізничній колії до Вайкіно, де дробили та піддавали вилученню золота.
З 1904-го відкачування води проводила за допомогою парових двигунів, проте вже у 1913-му копальня перейшла на використання електроенергії, при цьому Waihi Gold Mining Company спорудила власну ГЕС на річці Вайкато.
В 1935-му унаслідок економічної кризи Waihi Gold Mining розділили на три компанії, одна з яких під назвою Martha Company продовжила опікуватись рудником.
Піку видобутку досягули ще в 1909-му, в цілому ж рудник Марта продовжував діяти до 1952 року, при цьому загальний накопичений показник  досягнув 11,9 млн тонн руди, з якої вилучили 174 тонни золота та 1193 тонни срібла.

## Сучасна копальня
Закриття копальні в 1950-х було викликане не вичерпанням запасів, а комплексом інших причин, як то фікацією міжнародних цін на золото, необхідністю значних інвестицій у оновлення застарілого обладнання та нестачею робочої сили, що робили діяльність неприбутковою при розробці руд з низьким вмістом цільового компоненту. Втім, зростання ціни на золото в 1980-х викликало плани відновлення робіт, за які взялась перезаснована Waihi Gold Mining Company (в 2002-му рудник викупила американська Newmont, а з 2015-го він належить компанії OceanaGold – найбільшому новозеландському виробнику золота, що також володіє копальнею Macraes).
В 1987 (за іншими даними – 1988) році на Марті розпочали видобуток відкритим способом, що призвело до появи великого кар’єру глибиною біля 250 метрів. В 2015 та 2016 роках стались зсуви, які викликали припинення робіт. Станом на 2024-й ведеться погодження проекту відновлення функціонування кар’єру, що має бути поглибленим ще на 40 метрів при збільшенні довжини та ширини на 160 та 80 метрів відповідно. Реалізація проекту дасть можливість вести розробку до 2037 року.
В 2004-му узялись за спорудження шахти Фавона, яка видала першу продукцію в 2006 році, а станом на 2012-й мала довжину галерей (включно з транспортним ухилом) у 23 кілометра. Особливістю об’єкту стало те, що видобуток розпочали з найглибшого рівня у 335 метрів нижче від поверхні, після чого підіймались уверх, забезпечуючи стабільність шахти засипанням нижніх рівнів. Наразі Фавона вже завершила відпрацювання своїх запасів, проте через її портал організували доступ до ще трьох шахт:
- в 2010-му розпочали проект Тріо, який забезпечив доступ до трьох золотих жил. Він почав видачу продукції в 2012-му і всього за час існування шахти звідси отримали 1 млн тонн руди (в середньому по 0,2 млн тонн на рік) з вмістом золота 6 – 7 грамів;
- в 2013-му запустили проект Коренсо, виробітки якого знаходяться на глибині від 150 до 300 метрів під східною частиною міста Ваїхі. Видобуток з Коренсо тривав до середини 2022-го.
- а 2019-му розпочали спорудження ще однієї шахти, що працюватиме під кар’єром та на південь від нього (тобто вже під житловими кварталами Ваїхі) та в підсумку досягне тієї ж глибини, на яку спускався найглибший стовбур рудника першої половини XX століття. Перше золото звідси отримали у 2020 році, а термін експлуатації первісно визначили як 10 років. Доступ до нової шахти забезпечуватиметься через галереї із шахти Коренсо.
Відносно масштабів діяльності можливо відзначити, що під час одночасної експлуатації кар’єру та шахти Фавона рудник в середньому видавав 3 тони золота та 23 тони срібла на рік. В 2020-му (тобто фактично за умови роботи лише шахти Коренсо) видобуток склав 0,6 тони золота, проте очікуваний план на 2023-й становив вже 1,6 – 1,9 тонни золота, при цьому залишкові запаси оцінювались біля 16 тонн (а ресурси всієї копальні – у понад 60 тонн).
Технологічний процес вилучення золота потребує певних обсягів вапняку, який постачають з копальні Опаруре. 